# 더 월드 베스트
《더 월드 베스트》는 2019년에 미국에서 방송된 탤런트 오디션 프로그램이다.

## 결과
- 우승 :  리디안 나다스와람
- 준우승 :  국기원태권도시범단
- Top4 :  니나 콘티,  내츄럴리 세븐
- Top8 :  다넬리야 툴레쇼바,  둔두,  TNT Boys,  저스틴 플롬
- Top12 :  디마시 쿠다이베르겐,  샤오린 옌제,  보니 로페즈,  리 웨이
- Top24 :  라일락 밴드,  듀오 니그레타이,  이모셔널 라인,  듀오 쑤이닝,  윌리엄 클로스,  스페이스 카우보이,  로스 비반코스,  크리스티나 스쿠차,  이토 마나미,  맷 존슨,  엔크 에르덴,  조던 맥나이트